# Lumberjacks (гурт)
Lumberjacks — американський хіп-хоп дует, до складу якого увійшли учасники реп-гурту Goodie Mob T-Mo (Роберт Барнетт) і Khujo (Едвард Найтон). Lumberjacks було сформовано у середній школі. Пізніше до виконавців приєдналися Cee-Lo й Big Gipp, гурт змінив назву на Goodie Mob.
Після виходу з колективу Cee-Lo та Big Gipp Lumberjacks видали свій дебютний студійний альбом Livin' Life as Lumberjacks (2005). За рік до цього вони з'явились на треці «Can't Understand Love» з платівки Арбелла Бейтса Faces of Alb. Після анонсування реюніону Goodie Mob дует знизив творчу активність.

## Дискографія

### Студійні альбоми
- 2005: Livin' Life as Lumberjacks

### Спільні альбоми
- 2008: A.T.L. (A-Town Legend V.2) (разом з Pastor Troy)

### Сингли
- 2004: Turn Your Whip/Puttin on 2 Nite